# Jeon Hee-sook
Jeon Hee-sook (kor. 원우영, ur. 16 czerwca 1984 w Seulu) – koreańska florecistka, brązowa medalistka olimpijska i czterokrotna medalistka mistrzostw świata.
Podczas igrzysk olimpijskich w Londynie w 2012 roku reprezentacja Korei Południowej w składzie: Nam Hyun-hee, Jeon Hee-sook, Jung Gil-ok i Oh Ha-na zdobyła brązowy medal drużynowo. Indywidualnie zajęła tam siedemnaste miejsce. Na rozgrywanych cztery lata później igrzyskach olimpijskich w Rio de Janeiro była trzynasta w zawodach indywidualnych. Brała też udział w igrzyskach w Tokio, zajmując siódmą pozycję w rywalizacji indywidualnej. 
Na mistrzostwach świata w Turynie w 2006 roku wspólnie z koleżankami z reprezentacji zdobyła brązowy medal w rywalizacji drużynowej. W tej samej konkurencji Koreanki z Jeon w składzie zdobywały również brązowe medale na mistrzostwach świata w Paryżu (2010) i mistrzostwach świata w Katanii (2011). Ponadto podczas mistrzostw świata w Antalyi (2009) zdobyła srebrny medal w turnieju indywidualnym, przegrywając w finale z Rosjanką Aidą Szanajewą.
Wywalczyła drużynowo złoty medal na igrzyskach azjatyckich w Doha (2006). Na rozgrywanych cztery lata później igrzyskach azjatyckich w Kantonie (2010) była najlepsza drużynowo i trzecia indywidualnie. Następnie zwyciężała indywidualnie i w drużynie podczas igrzysk azjatyckich w Inczon (2014), a na igrzyskach azjatyckich w Dżakarcie (2018) zwyciężyła indywidualnie, a wraz z koleżankami z reprezentacji zajęła trzecie miejsce.
Wielokrotnie zdobywała medale mistrzostw Azji w tym złote: drużynowo na MA w Doha (2009), MA w Seulu (2010), MA w Seulu (2011), MA w Szanghaju (2013), MA w Suwon (2014), MA w Singapurze (2015), 
MA w Hongkongu (2017) i MA w Bangkoku (2018) oraz indywidualnie podczas MA w Szanghaju (2013), MA w Singapurze (2015) i MA w Chibie (2019).